# Sergio Vaccaro
Sergio Vaccaro (Napoli, 20 giugno 1974) è un politico italiano.

## Biografia
Viene candidato a sindaco di Volla per il Movimento 5 Stelle alle elezioni comunali in Campania del 2016, in cui raccoglie il 12,82% dei voti, che non lo permette di accedere al ballottaggio, ma riesce a diventare consigliere comunale di opposizione, rimanendo in carica fino al 2017.

### Elezione a senatore
Alle elezioni politiche del 2018 viene eletto al Senato della Repubblica, nelle liste del Movimento 5 Stelle nella circoscrizione Campania.
Il 22 giugno 2022 abbandona il Movimento 5 Stelle, iscrivendosi a Insieme per il futuro, soggetto nato da una scissione guidata dal ministro degli affari esteri Luigi Di Maio.